# Liste der deutschen Arbeitsminister
Arbeitsminister sind bzw. waren jene Mitglieder des Bundes- bzw. Reichskabinetts, die sich um die Belange der Arbeitgeber und -nehmer kümmern bzw. kümmerten.
Bisherige weibliche Amtsinhaber waren Hannelore Mensch im Jahr 1989 und Regine Hildebrandt im Jahr 1990 (beide in der DDR) sowie Ursula von der Leyen von 2009 bis 2013 und anschließend Andrea Nahles bis 2017 in der Bundesrepublik. Seit März 2018 war Hubertus Heil Amtsinhaber, zunächst im Kabinett Merkel IV, später auch im Kabinett Scholz. Auf ihn folgte im Mai 2025 Bärbel Bas im Kabinett Merz.

## Staatssekretäre des Reichsarbeitsamtes des Deutschen Kaiserreiches (1918–1919)

Wappen des Deutschen Kaiserreiches

| Name         | Amtszeit (Beginn) | Amtszeit (Ende)  | Partei |
| ------------ | ----------------- | ---------------- | ------ |
| Gustav Bauer | 4. Oktober 1918   | 13. Februar 1919 | SPD    |

## Reichsminister für Arbeit der Weimarer Republik (1919–1933)

Wappen der Weimarer Republik

| Name               | Amtszeit (Beginn) | Amtszeit (Ende)   | Partei  |
| ------------------ | ----------------- | ----------------- | ------- |
| Gustav Bauer       | 13. Februar 1919  | 20. Juni 1919     | SPD     |
| Alexander Schlicke | 21. Juni 1919     | 21. Juni 1920     | SPD     |
| Heinrich Brauns    | 25. Juni 1920     | 12. Juni 1928     | Zentrum |
| Rudolf Wissell     | 28. Juni 1928     | 27. März 1930     | SPD     |
| Adam Stegerwald    | 30. März 1930     | 30. Mai 1932      | Zentrum |
| Hermann Warmbold   | 1. Juni 1932      | 6. Juni 1932      | –       |
| Hugo Schäffer      | 7. Juni 1932      | 17. November 1932 | –       |
| Friedrich Syrup    | 3. Dezember 1932  | 28. Januar 1933   | –       |

## Reichsminister für Arbeit des Dritten Reiches (1933–1945)

Wappen Deutschlands während des Nationalsozialismus

| Name          | Amtszeit (Beginn) | Amtszeit (Ende) | Partei       |
| ------------- | ----------------- | --------------- | ------------ |
| Franz Seldte  | 30. Januar 1933   | 30. April 1945  | DNVP → NSDAP |
| Theo Hupfauer | 30. April 1945    | 5. Mai 1945     | NSDAP        |
| Franz Seldte  | 5. Mai 1945       | 23. Mai 1945    | NSDAP        |

## Minister für Arbeit, Löhne und Sozialordnung der DDR (1989–1990)

Wappen der DDR

| Name               | Amtszeit (Beginn) | Amtszeit (Ende) | Partei |
| ------------------ | ----------------- | --------------- | ------ |
| Hannelore Mensch   | 18. November 1989 | 12. April 1990  | SED    |
| Regine Hildebrandt | 12. April 1990    | 20. August 1990 | SPD    |
| Jürgen Kleditzsch  | 22. August 1990   | 2. Oktober 1990 | CDU    |

## Arbeitsminister der Bundesrepublik Deutschland (seit 1949)

Wappen der Bundesrepublik

| Nr.                                         | Name                            | Lebensdaten               | Partei                    | Amtszeit (Beginn)         | Amtszeit (Ende)           |
| Bundesminister für Arbeit                   | Bundesminister für Arbeit       | Bundesminister für Arbeit | Bundesminister für Arbeit | Bundesminister für Arbeit | Bundesminister für Arbeit |
| ------------------------------------------- | ------------------------------- | ------------------------- | ------------------------- | ------------------------- | ------------------------- |
| 01                                          | Anton Storch                    | 1892–1975                 | CDU                       | 20. September 1949        | 29. Oktober 1957          |
| Bundesminister für Arbeit und Sozialordnung |                                 |                           |                           |                           |                           |
| 02                                          | Theodor Blank                   | 1905–1972                 | CDU                       | 29. Oktober 1957          | 26. Oktober 1965          |
| 03                                          | Hans Katzer                     | 1919–1996                 | CDU                       | 26. Oktober 1965          | 22. Oktober 1969          |
| 04                                          | Walter Arendt                   | 1925–2005                 | SPD                       | 22. Oktober 1969          | 16. Dezember 1976         |
| 05                                          | Herbert Ehrenberg               | 1926–2018                 | SPD                       | 16. Dezember 1976         | 28. April 1982            |
| 06                                          | Heinz Westphal                  | 1924–1998                 | SPD                       | 28. April 1982            | 4. Oktober 1982           |
| 07                                          | Norbert Blüm                    | 1935–2020                 | CDU                       | 4. Oktober 1982           | 27. Oktober 1998          |
| 08                                          | Walter Riester                  | * 1943                    | SPD                       | 27. Oktober 1998          | 22. Oktober 2002          |
| Bundesminister für Wirtschaft und Arbeit    |                                 |                           |                           |                           |                           |
| 09                                          | Wolfgang Clement                | * 1940–2020               | SPD                       | 22. Oktober 2002          | 22. November 2005         |
| Bundesminister für Arbeit und Soziales      |                                 |                           |                           |                           |                           |
| 10                                          | Franz Müntefering               | * 1940                    | SPD                       | 22. November 2005         | 21. November 2007         |
| 11                                          | Olaf Scholz                     | * 1958                    | SPD                       | 21. November 2007         | 28. Oktober 2009          |
| 12                                          | Franz Josef Jung                | * 1949                    | CDU                       | 28. Oktober 2009          | 27. November 2009         |
| 13                                          | Ursula von der Leyen            | * 1958                    | CDU                       | 30. November 2009         | 17. Dezember 2013         |
| 14                                          | Andrea Nahles                   | * 1970                    | SPD                       | 17. Dezember 2013         | 28. September 2017        |
| –                                           | Katarina Barley (kommissarisch) | * 1968                    | SPD                       | 28. September 2017        | 14. März 2018             |
| 15                                          | Hubertus Heil                   | * 1972                    | SPD                       | 14. März 2018             | 6. Mai 2025               |
| 16                                          | Bärbel Bas                      | * 1968                    | SPD                       | 6. Mai 2025               | amtierend                 |